# Ancient Spanish Monastery

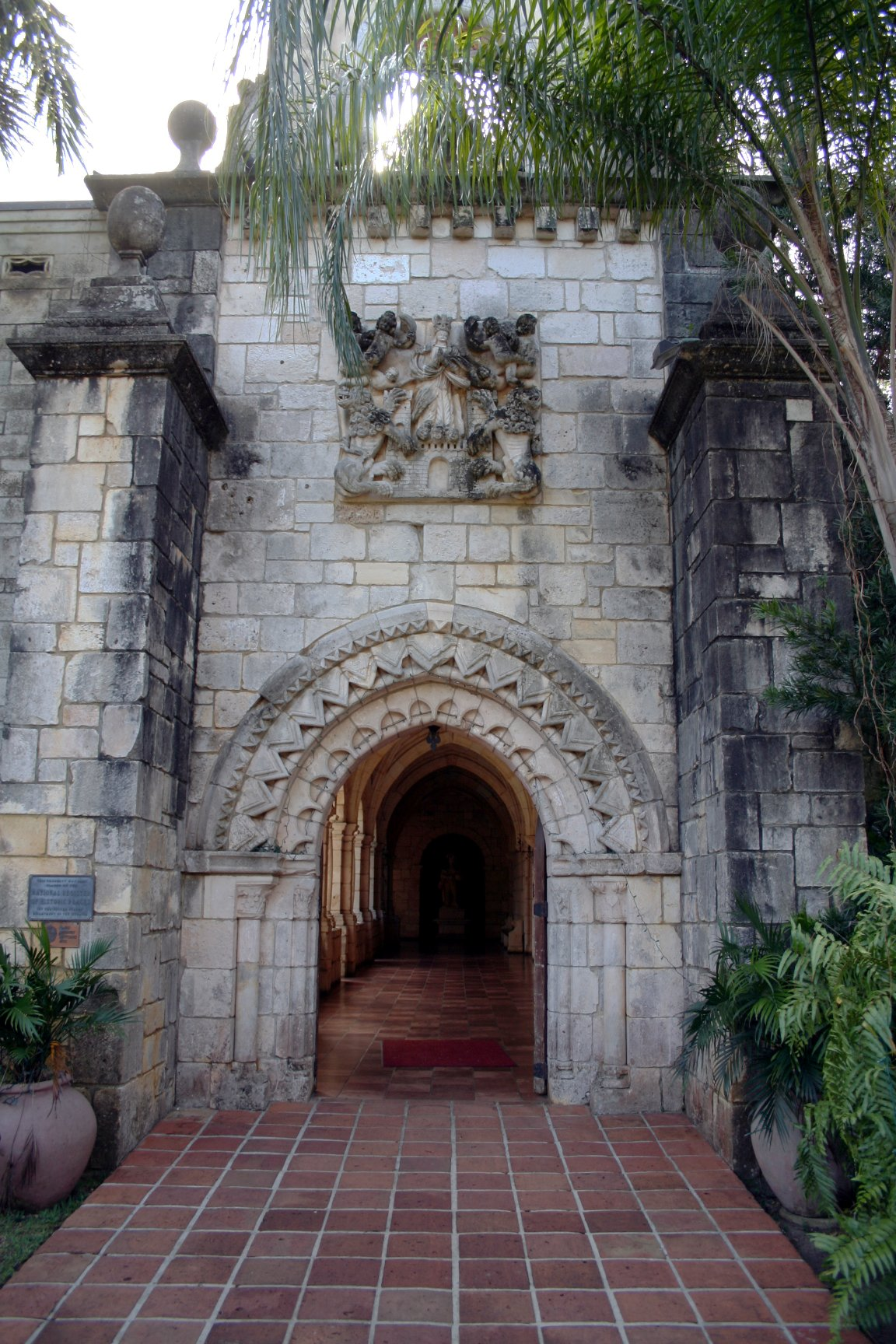
Eingang zum Kreuzgang

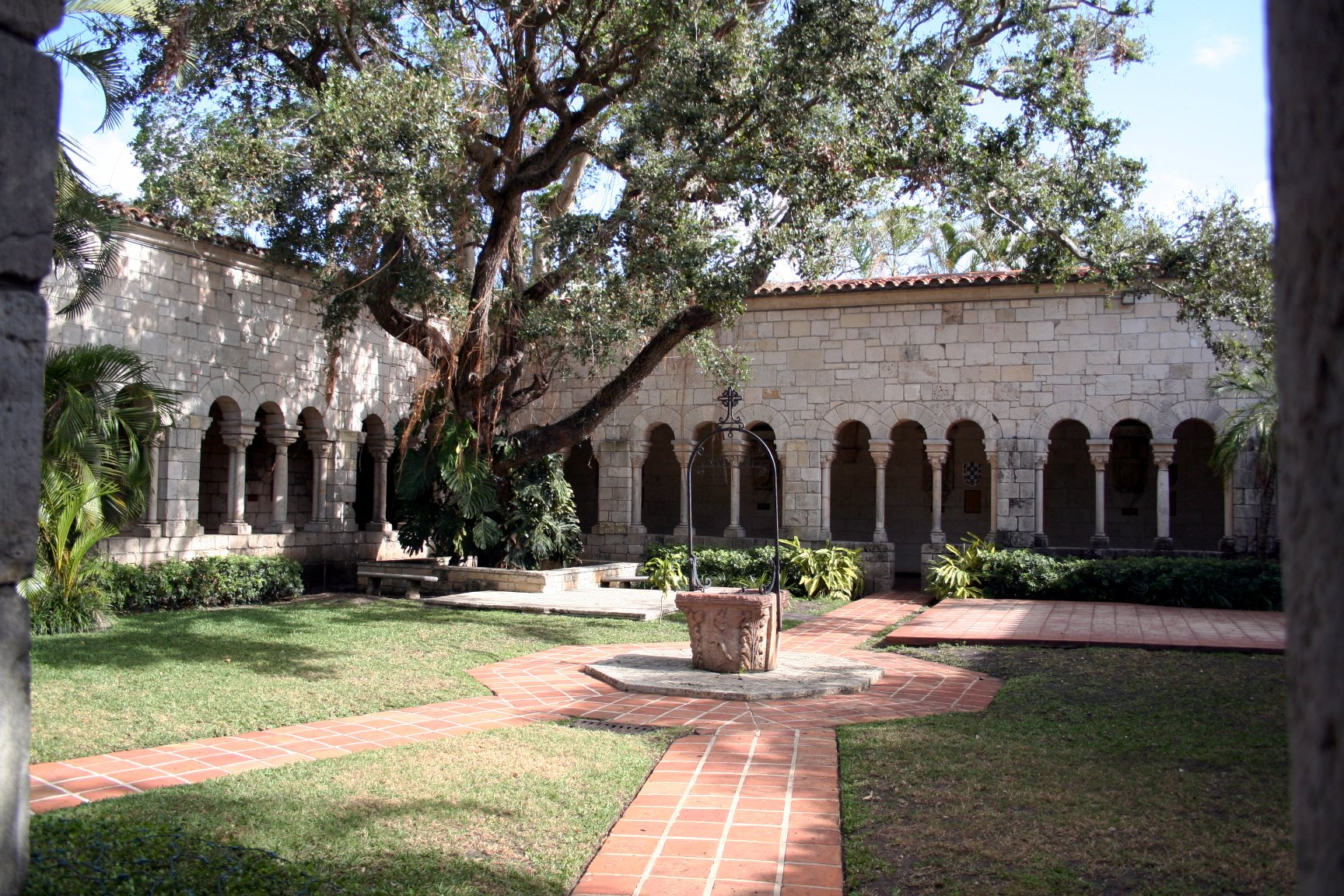
Kreuzgang mit Innenhof

Das Ancient Spanish Monastery (genauer The Ancient Spanish Monastery, deutsche Übersetzung Altes spanisches Kloster; auch als St. Bernard de Clairvaux Church oder Episcopal Church of St Bernard de Clairvaux bezeichnet) ist Teil einer historischen, spanischen Klosteranlage aus dem 12. Jahrhundert, die ab 1925 abgebaut und ab 1952 im amerikanischen Miami-Dade County wiedererrichtet wurde. Die im frühgotischen und romanischen Stil gehaltenen Klostergebäude sind die ältesten der Vereinigten Staaten.
Am Ursprungsort in Spanien von Zisterziensern betrieben, wird die Anlage heute von der Episkopalkirche der Vereinigten Staaten von Amerika genutzt. Sie steht am 16711 West Dixie Highway in North Miami Beach.

## Geschichte
Das Kloster Sacramenia wurde von Alfons VII. von Kastilien und León gegründet und von 1133 bis 1141 in der Nähe von Segovia errichtet. Zunächst war die Abtei Maria Königin (Santa María la Real) gewidmet, später wurde sie nach dem Zisterziensermönch Bernhard von Clairvaux benannt. Aus Frankreich gerufene Mönche des Zisterzienserordens bildeten die erste Gemeinschaft des neuen Klosters, der Orden wirkte hier bis 1839. Auch der Enkel von Alfons VII., Alfons VIII. von Kastilien, förderte den Orden in Sacramenia mehrmals.
Nach einem Feuer wurden Teile des Klosters 1641 neu errichtet. Etwa um das Jahr 1839 erfolgte die Säkularisation des Klosters, das aktive Klosterleben musste beendet werden, die Anlage wurde an einen örtlichen Landwirt verkauft. Fortan wurden die Gebäude als Ställe und Getreidelager genutzt.

### Kauf durch Hearst
Der US-amerikanische Verleger William Randolph Hearst erwarb 1925 mit Hilfe eines Spezialisten für spanische Altertümer, Arthur Bynes, für 500.000 Dollar einen Teil der ehemaligen Klostergebäude: Kreuzgang, Kapitelhaus, Refektorium und kleinere Seitengebäude. Diese Bauten ließ er in ihre Einzelteile zerlegen (33.000 Steinblöcke) und in rund 11.000 bis zu 1,5 Tonnen schwere, nummerierte Holzkisten verpacken. Die vormalige Klosterkirche sowie weitere, kleinere Gebäudeteile verblieben in Sacremia im Besitz des spanischen Eigentümers und befinden sich noch heute dort. Die Kosten für den Abbau der Gebäude, das Verpacken und den Transport sowie die Versicherung beliefen sich auf 120.000 Dollar.
Die Kisten wurden per Schiff nach New York City gebracht. Von dort sollten sie nach San Simeon in Kalifornien weitergeleitet werden, wo Hearst die Anlage wieder aufbauen lassen wollte. Da die Steine in den Kisten zum Schutz in Stroh verpackt worden waren, wurden sie zur Quarantäne angemeldet; damals hatte sich im Herkunftsgebiet die Maul- und Klauenseuche ausgebreitet und das möglicherweise kontaminierte Heu musste auf Anweisung des Landwirtschaftsministeriums verbrannt werden. Die Quarantäne dauerte drei Jahre; beim Aus- und Umpacken wurden die Kisteninhalte nicht mehr entsprechend der Kistennummerierungen verteilt – ein Zusammensetzen der Gebäude schien nunmehr unmöglich, da der Wiederaufbau nach den Kistennummern erfolgen sollte. Da Hearst außerdem in Folge der Great Depression in finanzielle Schwierigkeiten geriet, wurden die Kisten in einem Lagerhaus in Brooklyn eingelagert.
Erst im Jahr 1952, nach dem Tode Hearsts (1951), wurden die Kisten von dessen Erben zum Verkauf an das New Yorker Kaufhaus der Gimbels Brothers, Inc. übergeben. Auf einer Auktion sollten die mit einem Wert von 50.000 Dollar angesetzten Klosterteile meistbietend verkauft werden. Der Preis musste mangels Nachfrage aber gesenkt werden; schließlich erwarben die Immobilienkaufleute Raymond Moss und William Edgemon aus Cincinnati, Ohio die Kisten für 19.000 Dollar. Die beiden Käufer planten den Wiederaufbau in der Nähe von Miami, um dort so eine profitable Touristenattraktion zu schaffen. Die erworbenen Kisten wurden 1953 mit einem Frachtschiff nach Port Everglades und von dort mit LKWs abtransportiert.

### Wiederaufbau
Als Standort des aufzubauenden Klosters wurde eine ehemalige Baumschule in North Miami Beach gewählt. Unter der Leitung von Allen Carswell arbeiteten acht Steinmetze beim Wiederaufbau. Carswell hatte bereits beim von John D. Rockefeller finanzierten Bau des Museums Cloisters in New York mitgearbeitet. Wegen der Zuordnungsprobleme der Kisten zum Bauplan dauerte der Wiederaufbau 19 Monate und kostete die Investoren rund 1,5 Millionen Dollar. Viele Elemente wurden willkürlich gesetzt, auch wurden aus optischen Gründen Teile anderer historischer spanischer Bauten verwendet, so des Klosters des Heiligen Franziskus in Cuéllar. Etliche Originalbauteile aus Sacramenia blieben nach Abschluss der Bauarbeiten auch übrig.
Das Time Magazine bezeichnete den Wiederaufbau 1953 als das größte Puzzle aller Zeiten (“the biggest jigsaw puzzle in history”).

### Besitzerwechsel
Im Jahr 1954 wurde das fertiggestellte Kloster von der Monastery Gardens, Inc. eröffnet. 1961 übernahm Edgemon sämtliche Anteile des Unternehmens. Es konnte als Touristenattraktion jedoch nicht erfolgreich betrieben werden. Zur Begleichung von Schulden an James Ulrick musste Edgemon im August 1964 ein Darlehen auf das Unternehmen aufnehmen. In Folge kam es zu Verhandlungen zur Übernahme der Monastery Gardens, Inc. mit der unter Bischof Henry Louttit gegründeten St. Bernard Foundation, die die hypothekenbelastete Anlage für die Diözese der Episkopalkirche von Südflorida erwerben sollte. Da die Stiftung zunächst notwendige Mittel einwerben musste und es auch zu einem Rechtsstreit über die Immobilie zwischen Edgemon und einem weiteren Gläubiger (Kelly) kam, konnte die Übernahme erst Ende 1966 abgeschlossen werden. Die Diözese wurde kurz darauf in drei Diözesen geteilt: Zentralflorida, Südostflorida und Südwestflorida; die Diözese von Südostflorida übernahm die Anlage, musste sie aufgrund finanzieller Schwierigkeiten aber bald wieder verkaufen. Daraufhin erwarb der Wirtschaftsprüfer und Unternehmer Robert Pentland Jr. (1899–1979), ein Mitglied der Episkopalkirche, das Kloster für 400.000 Dollar und schenkte es der Kirchengemeinde von St. Bernard de Clairvaux. Pentland soll seine Entscheidung mit den Worten: „It is not going to close until the Lord does it“ (deutsch: Sie [die Kirche] wird nicht geschlossen, solange Gott es nicht [selbst] macht) begründet haben.

### Heute
Das Kloster wird für Gottesdienste und Trauungen genutzt. In dem zu einer Kapelle umfunktionierten ehemaligen Refektorium werden mittwochs wie sonntags englisch- sowie spanischsprachige Gottesdienste abgehalten. Daneben sind die ehemaligen Klostergebäude eine Touristenattraktion und stehen Besuchern offen.

## Architektur
Die Anlage, die am U.S. Highway 1 (Biscayne Blvd) sowie dem Royal Galdes Canal liegt, besteht aus einem rund 4000 Quadratmeter großen Park, in dem neben dem Besucherzentrum ein modernes Eingangstor sowie der Kreuzgang des Klosters mit einigen kleineren Klosteranbauten an der Südseite und dem ehemaligen Refektorium, das heute als Kapelle benutzt wird, liegen. Das Refektorium schließt sich an der Westseite des Kreuzgangs an und ist von diesem aus zu betreten.
Der Eingang zum Kloster ist mit einem aufwändig verzierten Steinbogen aus der frühen Gotik verziert. Auf einem oberhalb angebrachten Relief ist die Krönung Marias durch Engel dargestellt; je ein Löwe links und rechts repräsentieren die Königreiche León und Kastilien. Außerdem ist hier eine historische Klosterglocke angebracht. Der mit Arkaden versehene Kreuzgang ist etwa 4 × 35 Meter lang. In zwei Ecken stehen Statuen der Könige Alfonso VII. und Alfonso VIII. Im Zentrum des Kreuzgang-Innenhofes befindet sich ein aus Granit gefertigter Zugbrunnen. Die heutige Kapelle diente ursprünglich als Speisesaal des Klosters und wurde nach dem Wiederaufbau in Florida zunächst als Museum genutzt. Das hier verwendete Taufbecken ist rund 800 Jahre alt und stammt aus der in Sacramenia verbliebenen Kirche.
Der Park der Anlage wurde in den 1950er Jahren von Mitgliedern der Kirchengemeinde angelegt. Er soll an die spanische Gartenbaukunst des Mittelalters erinnern und weicht mit seinen linearen Strukturen und getrimmten Hecken von den in Florida üblichen Parklandschaften ab.
Seit dem 9. November 1972 steht das Kloster als Baudenkmal im National Register of Historic Places.

## Zweites Hearst-Kloster
Neben dem Ancient Spanish Monastery in North Miami Beach befindet sich ein weiteres von Hearst erworbenes spanisches Kloster in den Vereinigten Staaten, hierbei handelt es sich um große Teile des Klosters Óvila. 1931 hatte der Verleger es für 85.000 Dollar gekauft und nach San Francisco bringen lassen. Die Steine der nicht wiedererrichteten Gebäude, die 1994 von einem Zisterzienserorden dem Museum of Fine Arts in San Francisco abgekauft wurden, lagern offen im Golden Gate Park. Dort wurden etwa zwei Drittel der Steine des früheren Kapitelhauses von Óvila identifiziert und gelangten von dort auf die Vina Ranch der Trappistenabtei New Clairvaux im kalifornischen Tehama County, wo das Kapitelhaus unter Hinzufügung neuer Materialien rekonstruiert wurde.